# Il consiglio d'Egitto (film)
Il consiglio d'Egitto è un film del 2002 diretto da Emidio Greco, tratto dall'omonimo romanzo di Leonardo Sciascia, incentrato sulla vicenda di Giuseppe Vella, erudito e falsario settecentesco che si rese autore di clamorose falsificazioni storiche sulla Storia della Sicilia islamica, e del rivoluzionario Francesco Paolo Di Blasi.

## Trama
Palermo, 1782. L'ambasciatore arabo Abdallah Mohamed ben Olman sta tornando in patria da un viaggio a Napoli ma, a causa d'una tempesta, è costretto a sbarcare in città. Il viceré di Sicilia si trova in difficoltà ad ospitarlo, perché a Palermo nessuno sa parlare l'arabo. Si offre allora l'umile Don Giuseppe Vella, frate  del monastero di San Martino, noto per l'interpretazione dei sogni. Don Giuseppe porta l'ambasciatore in giro per la città, facendogli visitare i monumenti più interessanti, fino a giungere nella biblioteca del suo monastero, dove si trova un prezioso codice in caratteri cufici. Don Giuseppe coglie l'occasione per improvvisarsi traduttore dall'arabo e architetta un mirabile piano, che espone all'arcivescovo Arioldi e all'avvocato Francesco Paolo Di Blasi: tradurre il manoscritto che a suo dire contiene preziosi documenti di corrispondenza tra gli Emiri arabi ed i sovrani normanni di Sicilia.
La beffa riesce e lo stesso viceré si occupa delle spese di stampa del volume Consiglio di Sicilia, cui segue, qualche anno dopo, il Consiglio d'Egitto, con lettere e dispacci dei sultani ai sovrani normanni dell'isola. Le falsità dell'abate Vella, che nel frattempo è diventato molto famoso presso l'alta società palermitana e si è persino conquistato la Cattedra di lingua orientale all'Università di Sicilia, iniziano però ad essere contestate e, una volta scoperte, l'abate Vella deve affrontare il processo insieme al compiacente avvocato Di Blasi.
Questo film è riconosciuto come d'interesse culturale nazionale dalla Direzione generale Cinema e audiovisivo del Ministero per i beni e le attività culturali e per il turismo italiano, in base alla delibera ministeriale del 24 marzo 2000.

## Riconoscimenti
- Nastri d'argento 2002: migliore scenografia